# 't Pand
 't Pand is een straat in Brugge.
Deze straat is een van de vijf straten doorheen de nieuwe verkaveling, met 75 woningen en een ondergrondse garage, in 2000-2002 aangelegd op de gronden van de vroegere gevangenis van het Pandreitje.
De naam van deze straat herinnert aan de oorspronkelijke naam 'Het Pand', dat in de 17de eeuw als centrum was bedoeld voor de activiteiten van goud- en zilversmeden, van juweliers en diamantslijpers, en van andere kunstambachten.
't Pand heeft drie ingangen: Willemstraat, Pandreitje en Gevangenisstraat en loopt tot aan de Stalijzerstraat.